# Puente Alto (río Kentucky)
El Puente Alto de Kentucky (nombre original en inglés: High Bridge) es un viaducto ferroviario que cruza el río Kentucky, conectando los condados de Jessamine y de Mercer, en el estado de Kentucky. 
Construido en 1876, es el primer puente diseñado en voladizo en los Estados Unidos. Consiste en una celosía metálica continua de tres tramos, sobre cuya cara superior discurre la vía utilizada por el Norfolk Southern Railway para transportar trenes entre Lexington y Danville. Ha sido designado como Hito Nacional de la Ingeniería Civil.

## Historia

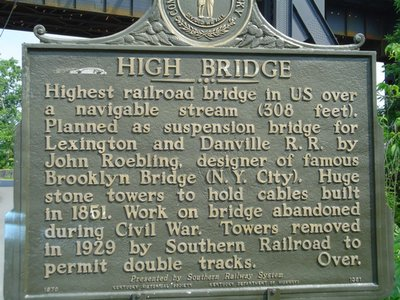
Placa conmemorativa del Puente Alto

Un primer puente sobre el río Kentucky (para el ferrocarril entre Lexington y Danville) se inició en la década de 1850. Proyectado por John Augustus Roebling (diseñador del Puente de Brooklyn) como un puente colgante soportado por torres de sillería, no se completó. Las torres para los cables de suspensión permanecieron allí hasta 1929.
El puente fue rediseñado en voladizo e inaugurado en 1877 por el Cincinnati Southern Railway. Tenía 84 m de altura y 343 m de largo: el puente más alto sobre un canal navegable en América del Norte y el puente ferroviario más alto del mundo hasta principios del siglo XX.
Con una celosía bajo cubierta continua de tres tramos, fue diseñado por Charles Shaler Smith, siendo el primer puente en ménsula de los Estados Unidos. En 1879, el presidente Hayes y  el general Sherman asistieron a su inauguración.
El puente actual, diseñado por Gustav Lindenthal, se construyó alrededor de la estructura existente en 1911 y se amplió a vía doble en 1929.
En 2005, el estado y el condado reabrieron conjuntamente un parque cerca del puente (que había estado cerrado desde mediados de la década de 1960) en la parte superior de las empalizadas sobre el río. Incluía un pabellón de danza al aire libre restaurado, utilizado por primera vez en el siglo XIX, así como un nuevo parque infantil, área de pícnic y plataforma de observación con vistas al puente y a la orilla del río desde la parte superior de las empalizadas.